# 比利切 (利維夫州)
49°24′36″N 23°49′46″E / 49.41000°N 23.82944°E
比利切（羅馬化：Bilche）是烏克蘭的村長，位於該國西部利沃夫州，由斯特里區負責管轄，始建於1466年，面積24.41平方公里，海拔高度281米，2001年人口1,684，人口密度每平方公里68.99人。	